# أوسكار دي لارزابال
أوسكار دي لارزابال (مواليد 8 يونيو 1916) هو ملاكم فلبيني، مثّل بلاده في الألعاب الأولمبية الصيفية 1936.

## روابط خارجية
أوسكار دي لارزابال على موقع أوليمبيديا (الإنجليزية)